# Somoto
Somoto là một khu tự quản thuộc tỉnh Madriz, Nicaragua. Khu tự quản Somoto có diện tích 466 ki lô mét vuông. Đến thời điểm năm 2005, huyện Somoto có dân số 33788 người.